# Athyrium atratum
Athyrium atratum är en majbräkenväxtart som beskrevs av Richard Henry Beddome. Athyrium atratum ingår i släktet Athyrium och familjen Athyriaceae. Inga underarter finns listade.